# Combray
Combray è un comune francese di 141 abitanti situato nel dipartimento del Calvados nella regione della Normandia.

## Toponimo
Il nome della località è attestato nella forma Combrai verso l'anno 1000 e nel 1060.
Deriva dal gallico comboros, nel senso di  "sbarramento su un fiume", che ha portato al termine francese antico combre, con lo stesso significato (crf. il verbo francese encombrer,  "ingombrare", "intasare"), accompagnato qui dal suffisso con valore collettivo -etum.

## Società

### Evoluzione demografica
Abitanti censiti

## Combray in letteratura
Combray non è il villaggio in cui è ambientato il celebre libro Dalla parte di Swann di Marcel Proust, primo volume dell'opera monumentale Alla ricerca del tempo perduto: la Combray del libro è in realtà la cittadina di Illiers, ora Illiers-Combray, situata nel dipartimento dell'Eure-et-Loir nella regione del Centro.